# Carnes Crag
Der Carnes Crag ist ein etwa 1310 m hohes Felsenkliff im ostantarktischen Viktorialand. Es überragt am nordwestlichen Ende der Lanterman Range in den Bowers Mountains den Ort des Zusammenflusses von Sledgers- und Rennick-Gletscher. 
Das Gebiet wurde durch Vermessungsarbeiten des United States Geological Survey und mithilfe von Luftaufnahmen der United States Navy zwischen 1960 und 1962 kartografisch erfasst. Das Advisory Committee on Antarctic Names benannte das Kliff 1970 nach James J. Carnes von der US Navy, Gehilfe des leitenden Elektrotechnikers auf der McMurdo-Station im Winter 1967.